# Dick Nelson
Richard Longhi Monnefeldt Christensen (eller Monefeldt) bedre kendt under Dick Nelson (født 4. september 1880 på Frederiksberg, død 4. juli 1922 i København) var en dansk professionel bokser. Dick Nelson regnes sammen med Battling Nelson og Kid Williams som én af de største danske boksere fra starten af 1900-tallet. 
Dick Nelson debuterede som professionel bokser i København den 21. maj 1905 mod veteranen George Dixon, der som tidligere succesfuld verdensmester i fjervægt havde erfaring fra 133 kampe. Efter 10 omgange blev kampen erklæret uafgjort. Dick Nelson vandt næste kamp i København over debutanten Holger Hansen, og flyttede herefter til New York i USA, hvor de fleste af hans kampe blev bokset. 
Dick Nelson opnåede en imponerende rekordliste, men opnåede aldrig en titelkamp. Han mødte blandt andet Young Corbett II (tidligere verdensmester i fjervægt, kampen registreret som en ”No Contest”), og Dixie Kid (tidligere verdensmester i weltervægt, Dick Nelson mødte Dixie Kid fire gange. Den første kamp mod Dixie Kid i 1910 blev vundet efter New York Times' opfattelse, men blev tabt ifølge andre aviser. Tre senere opgør i London blev alle tabt af Nelson. Dick Nelson mødte Mike Glover (tidligere verdensmester i weltervægt, kampen endt uafgjort) og Harry Lewis (tidligere verdensmester i weltervægt, tabt KO 2). Dick Nelson boksede igen i Danmark, da han i 1911 vandt over Bobby Dobbs i København. Efter yderligere et par kampe i USA vendte Dick Nelson tilbage til Europa. 
Dick Nelson boksede 4 kampe mod Waldemar Holberg, herunder en kamp om det skandinaviske mesterskab i weltervægt, som blev vundet af Dick Nelson på knockout i 15. omgang. Dick Nelson boksede sin sidste kamp i Århus den 6. november 1921 mod Emil Christiansen og vandt på knockout i 11 omgang. Dick Nelson døde året efter i en alder af kun 41 år. 
Han boksede 209 kampe med 115 sejre (54 før tid), 34 nederlag og 37 uafgjorte. En række af kampene har ikke officiel vinder, da en del kampe i datiden ikke fik officiel vinder, hvis kampene gik tiden ud. Vinderen blev ofte udpeget af aviserne, der i referaterne kårede en vinder. Antallet af kampe er usikkert. 
De 209 professionelle kampe er det højeste antal opnået af nogen dansk bokser. Dansk-amerikaneren Kid Williams opnåede dog ligeledes 209 kampe.